# Swydnyk
Swydnyk (ukrainisch Свидник; russisch Свидник, polnisch Świdnik) ist ein Dorf im Süden der ukrainischen Oblast Lwiw mit etwa 260 Einwohnern.
Das Dorf liegt im Gebirgszug der Skoler Beskiden in den Waldkarpaten auf etwa 569 m Höhe im Tal des Stryj, eines 232 km langen Nebenflusses des Dnister, 35 km südwestlich vom Rajonzentrum Drohobytsch und 112 km südwestlich vom Oblastzentrum Lwiw.

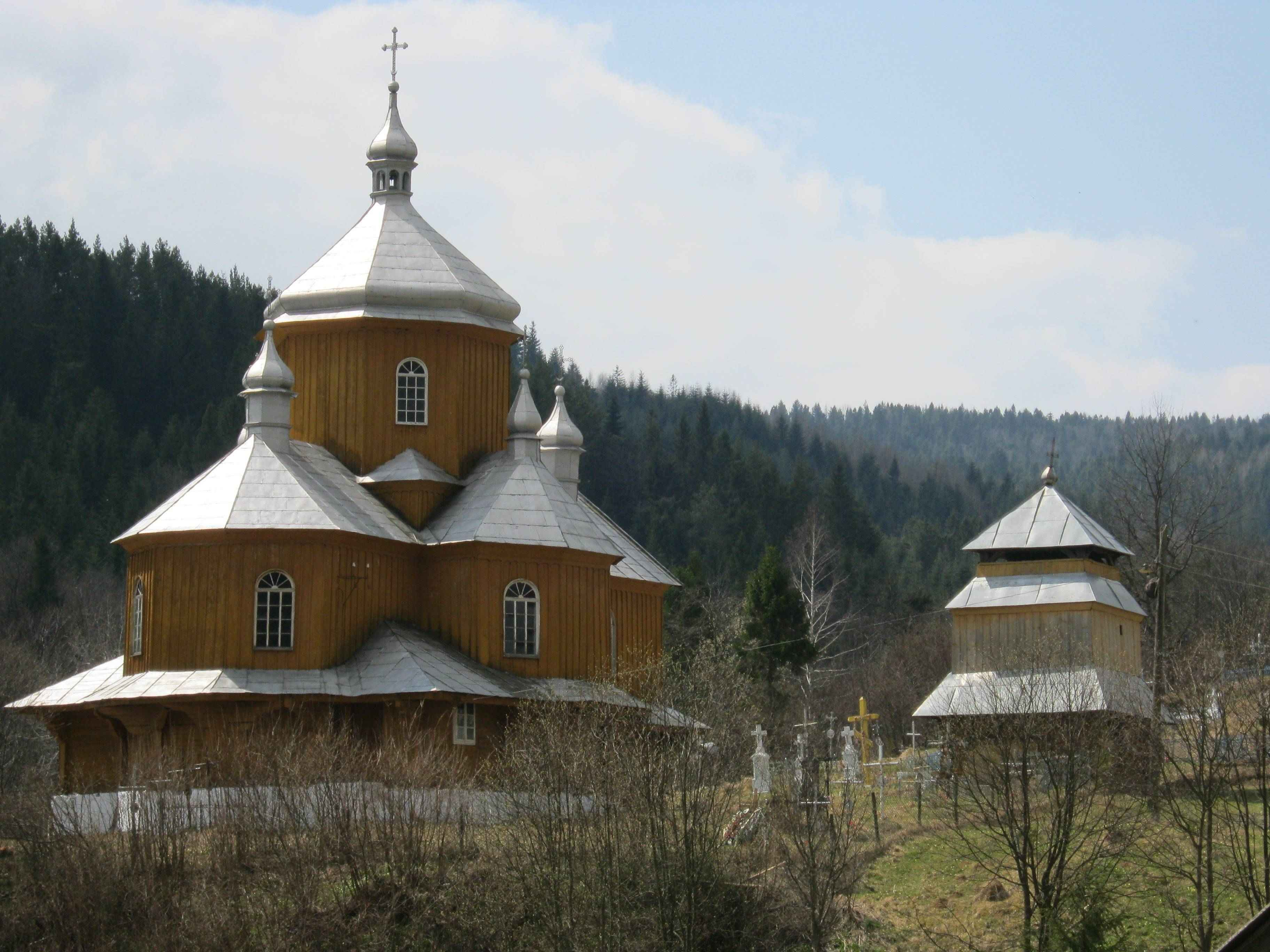
Holzkirche aus dem Jahr 1906 im Dorf Swydnyk

Am 12. Juni 2020 wurde das Dorf ein Teil der neu gegründeten Siedlungsgemeinde Schidnyzja (Східницька селищна громада/Schidnyzka selyschtschna hromada) im Rajon Drohobytsch. Vor dieser Gebietsreform gehörte es zur 3,3 km² großen Landratsgemeinde Lastiwka im Nordosten des ehemaligen Rajon Turka.
Im Dorf steht die 1906 erbaute Kirche der Heiligen Mutter Gottes (Церква Покрови Пресвятої Богородиці). Die Kirche steht mitten im Dorf an einem Berghang und wurde auf einem hohen Backsteinfundament erbaut. Sie besteht aus einem rechteckigen Kirchenschiff mit facettierten Seitenarmen und einem achteckigen Altarraum. Am Altar gibt es auf beiden Seiten eine rechteckige Sakristei. In den Jahren von 1968 bis 1989 war die Kirche aufgrund des Verbots von Gottesdiensten durch die sowjetischen Behörden geschlossen. Sie gehört zu den orthodoxen Kirchen der Ukraine. 
Westlich von Swydnyk verläuft die Territorialstraße T–14–02. Nahe der Ortschaft liegt der Nationalpark Skoler Beskiden.